# Promachus senegalensis
Promachus senegalensis là một loài ruồi trong họ Asilidae. Promachus senegalensis được Macquart miêu tả năm 1838. Loài này phân bố ở vùng nhiệt đới châu Phi.